# Banco do Estado de Sergipe
O Banco do Estado de Sergipe (Banese) é um banco brasileiro, constituído na forma de sociedade de economia mista, com participação do Governo do Estado de Sergipe como maior acionista. Associado à Federação Brasileira de Bancos (Febraban), seu código de compensação é o 047.

## História
Em 1961, o Banese é criado com a denominação de Banco de Fomento Econômico (Banfese), no Governo de Luiz Garcia.
Em 2 de janeiro de 1964, o Banco inicia as suas atividades, durante o Governo de Seixas Dória. Seu primeiro presidente foi o jornalista Orlando Dantas, que, no dia da inauguração, pronunciou discurso salientando o importante papel que deveria ser desempenhado pelo Banco de Fomento no desenvolvimento econômico de Sergipe, acrescentando que o Banco iria crescer e se tornar um dos mais importantes do Estado.
A adoção do nome Banese (Banco do Estado de Sergipe), em 1967, acompanhou o processo de interiorização, com a inauguração das primeiras agências no interior do Estado, paralelamente às mudanças na estrutura organizacional do Banco. Na presidência de Manoel Conde Sobral (1964/1975), o Banco abriu agências em Itabaiana, Boquim, Lagarto, Estância, Nossa Senhora das Dores e Aquidabã. Nessa época, foi criada também a Caixa de Assistência dos Funcionários e a Associação Atlética Banese. A partir de então, o Banese foi expandindo a sua rede de atendimento por diversos bairros da capital e municípios do interior.
O ano de 1978 representou um marco na história do Banese, quando uma reestruturação administrativa elegeu como prioritário o desenvolvimento da área de Recursos Humanos, enfatizando a importância do treinamento e aperfeiçoamento do quadro de funcionários. Na mesma época, foram implementados os setores Financeiro, de Planejamento e de Sistemas e Métodos. Neste contexto, teve início o processo de informatização do Banco, com a instalação de seu Centro de Processamento de Dados (CPD).
Como produto natural de sua expansão, foram criados, nos anos oitenta, a BACISA (Banese Crédito Imobiliário/Poupança Banese), a Banese Corretora de Seguros, o SERGUS (Instituto Banese de Seguridade Social), a Carteira de Open Market e o Sistema de Conta Única do Governo Estadual.
Em 1991, o Banese tornou-se Banco Múltiplo, automatizou totalmente sua rede de Agências e, através da Rede Verde-Amarela, interligou-se a mais de 4.700 agências de bancos estaduais espalhados por todo território nacional.
Após 1994, quando a moeda do país foi estabilizada, o Banese, tal como aconteceu com outras instituições bancárias, perdeu importante fonte de renda e passou a enfrentar difícil fase financeira, tendo que racionalizar as suas despesas, reduzindo, inclusive, o seu quadro funcional.
Em 1999, com a inclusão do Programa de Incentivo à Redução da Presença do Estado na Atividade Bancária (Proes), o banco passou por um processo de reestruturação, por meio do qual foi capitalizado em R$ 64,5 milhões. 
No início dos anos 2000, ampliando sua capacidade de atendimento, o Banese proporcionou a inclusão social e a bancarização através do credenciamento da rede de correspondentes no país, denominada Ponto Banese. 
Em 2002 foi lançado o Banese Card, cartão de crédito que leva sua marca e que atualmente é um dos meios de pagamento mais utilizados pelos sergipanos. 
Em 2009 iniciou uma nova onda de modernização e reestruturação da arquitetura funcional e de processos, com a introdução da cultura de gerenciamento de projetos e o fortalecimento da gestão estratégica com um planejamento de longo prazo através da metodologia Balanced Scorecard.
Em 2010, foi criado o Instituto Banese com o objetivo de desenvolver as ações de responsabilidade social, nos segmentos de cultura, artes e seguridade de direitos, inaugurando em 2011 o Museu da Gente Sergipana, que visa conservar o patrimônio histórico e cultural do Estado, além de resgatar o forte sentimento da sergipanidade. 
Em 2013, o Banco aumentou a segurança do Internet Banking, juntamente a novos canais de atendimento. O ano de 2014 foi de reestruturação interna, guiado pela nova administração. Visando a eficiência, o primeiro Programa de Estímulo a Aposentadoria (PEA) foi lançado. 
Em 2015, aproveitando o ensejo da reestruturação, foi lançado o novo ciclo de Planejamento Estratégico para o período de 2015-2020, o objetivo era colocar o banco a par dos desafios concorrenciais, dessa maneira nasceu o Universidade Corporativa Banese (UCB), um projeto objetivando treinar e capacitar continuamente os colaboradores por meio do ensino EAD. O segundo PEA também foi lançado em 2015. Junto a isso o BANESE buscava expandir e melhorar os seus serviços por meios dos Correspondentes bancários. 
Em 2016, dado o bom resultado dos Correspondentes, as lojas da SEAC foram substituídas por Correspondentes em um processo gradual. O ano de 2017 o Planejamento Estratégico foi revisado, tal revisão criou a Área de Relação com Investidores (ARINV), atendendo as regulamentações das Leis nº 13.303/16 e 6.404/76, e das Instruções CVM nº 480 e 481, ao mesmo tempo as ações do BANESE conseguiram o direito de TAG Along e também foi estabelecida os acordos com a Icatu Seguros S.A. e Icatu Capitalização S.A. 
Em 2018, o Banese Card passou a utilizar novos chips, junto ao lançamento da TKS e o uso da parceria do BANESE com a bandeira Elo, os lojistas das maquinas de pagamento associados receberam um novo boost de serviços. Nesse mesmo 2018, o BANESE aumentou a sua classificação ratings de BBB+ para A-, mostrando os bons resultados das políticas de anos anteriores. 
Em 2019, o Banese passou a dispor de recursos do FUNGETUR para empresários do setor do turismo, incentivando a alavancagem do setor no Estado. Ainda reformulou sua linha de crédito para o microempresário, lançando o Banese Acredita, estimulando a economia local. 
O Banese e a SEAC – Sergipe Administradora de Cartões e Serviços, fecharam uma parceria com a Elo Serviços, de modo que passarão a emitir cartões de débito e de crédito, respectivamente, através da bandeira Elo. Essa parceria proporcionará a ampliação da aceitação do Banese Card.
No ano de 2020 foi lançado o novo Programa de Estímulo a Aposentadoria – PEA com o objetivo de valorizar a contribuição histórica dos empregados do Banese, proporcionar oportunidade de crescimento profissional aos remanescentes e, também, a chance de ingresso de novos empregados através de concurso público. 
Em 2021, o Banese inaugurou o ‘Banese + Empresas’, espaço exclusivo para atendimento de Pessoas Jurídicas com faturamento anual acima de R$ 4,8 milhões. O objetivo foi ampliar a prospecção e o atendimento ao empresariado a partir de uma estrutura especializada. Também foi inaugurado o ‘Banese + Agro’, um espaço de atendimento exclusivo aos produtores rurais sergipanos, seja de pequeno, médio ou grande porte. O objetivo é oferecer produtos e serviços personalizados aos empresários do agronegócio, além de mais agilidade, comodidade e conforto. 
O Banco também passou a ofertar crédito por meio do Programa Nacional de Fortalecimento da Agricultura Familiar (Pronaf), com foco nos pequenos produtores, visto esse ser o principal Programa do país de fomento à agricultura familiar. A linha de crédito conta com condições mais favoráveis para o público-alvo e, pela primeira vez, passa a fazer parte do portfólio de produtos do Banco, demonstrando o compromisso da Companhia com o desenvolvimento socioeconômico de Sergipe. Vale destacar que em 2021 o Banese ficou na quinta colocação no Ranking de Qualidade de Ouvidorias das instituições bancárias do país, elaborado pelo Banco Central do Brasil (BCB) relativo ao quarto trimestre de 2020, obtendo pontuação de 4,09 (de 5 pontos possíveis), superando todos os demais bancos estaduais participantes. Também foi lançado o Edital de Seleção Externa 2021 para provimento do quadro de vagas dos servidores do Banese para os cargos de nível médio e superior, sendo que os primeiros aprovados já foram convocados em dezembro de 2021.
Neste ano o Grupo Banese lançou, através do Instituto Banese, o ProjetarSE, que se constitui em um núcleo de apoio ao suporte técnico às gestões de municípios sergipanos. Tem por propósito orientar os municípios na captação de recursos para obras de diversas modalidades, desenvolvimento de projetos de arquitetura, urbanismo e engenharia e fortalecimento da capacidade institucional das Prefeituras. A iniciativa encerrou seu primeiro ano de existência com 13 projetos iniciados e já conta com 33 municípios cadastrados, com potencial para melhorar a qualidade de vida de mais de 200 mil pessoas.